# Aucha melaleuca
Aucha melaleuca là một loài bướm đêm trong họ Noctuidae.